# Stridsvagn m/21-29
Stridsvagn m/21-29 – szwedzki czołg lekki z okresu międzywojennego, opracowany na bazie niemieckiego czołgu LK II.
W 1921 roku Szwedzi zakupili od Niemców dziesięć egzemplarzy czołgu LK II, które dostarczono w częściach do Szwecji, by tam je złożyć. Czołgi otrzymały oznaczenie Strv fm/21 (fm – försöksmodell – model eksperymentalny), a wkrótce m/21. W 1922 roku rozpoczęły się testy nowego typu broni, a w 1928 roku pojazdy znalazły się na wyposażeniu nowo sformowanego batalionu czołgów. W 1929 roku pięć czołgów poddano modernizacji, wyposażając je m.in. w mocniejszy silnik produkcji szwedzkiej oraz grubszy pancerz. Przebudowane pojazdy otrzymały nazwę Strv m/21-29 i pozostawały w służbie do 1939 roku.

## W kulturze
- W grze World of Tanks Stridsvagn m/21-29 jest czołgiem pierwszego poziomu drzewka szwedzkiego.